# Montredon (Marseille)
Pour les articles homonymes, voir Montredon.
Montredon est un quartier du 8e arrondissement de Marseille.

## Toponymie
Le nom Montredon est d'origine occitane. Il s'orthographie Montredond en occitan normalisé et Mountredoun en provençal.
Il est composé du substantif mont, dérivé, comme le mot français identique, du latin mons, montis, qui désigne un endroit élevé, et de l'adjectif redond qui signifie rond, arrondi (ici probablement la colline nommée « Mont Rose », qui domine le port de la Madrague.
Le nom de Mont-Redon vient plus vraisemblablement du collet (petite colline) qui dominait le quartier de Bonneveine. Ce collet était surmonté d’un château XIXe dans le style troubadour qui a été démoli dans les années 1960 pour être remplacé par un petit groupe d’immeubles. Ce collet calcaire est sans doute le reste d’une ile qui a été réunie à la terre par les atterrissements de l’Huveaune qui ont créé la plaine alluviale de Bonneveine. Le collet, d’une altitude d’environ 45m, est entaillé de nombreux fronts de carrière que l’on peut voir facilement sur les images aériennes.
Cette étymologie explique pourquoi Montredon se prononce « Mont-redon ».

## Lieux et monuments
Béouveyre, nom du sommet (alt. 366 m.) qui domine Montredon, est aussi occitan : bèou est la forme provençale de l'adjectif occitan bèu, « beau », et veyre est le verbe « voir ». C'est donc un endroit d'où on peut « beau-voir » (c'est bien le cas).
La Grotte Rolland tient son nom d'un brigand qui, selon la légende, l'aurait choisi comme repère au Moyen-Âge, et y aurait caché sa fortune. Le boulevard qui s'en approche en a pris le nom.
Samena, crique située au-delà du Mont Rose, du verbe provençal signifiant « semer » (samenar en occitan standard). Il y avait ici une ferme, celle de Monsieur Esprit.
Une « madrague » était sous l'ancien régime un port où se pratiquait la pêche au filet homonyme, mais seulement sur autorisation royale. Il existait deux madragues à Marseille : la madrague de la ville au nord, et la madrague de Montredon au sud.

## Histoire industrielle

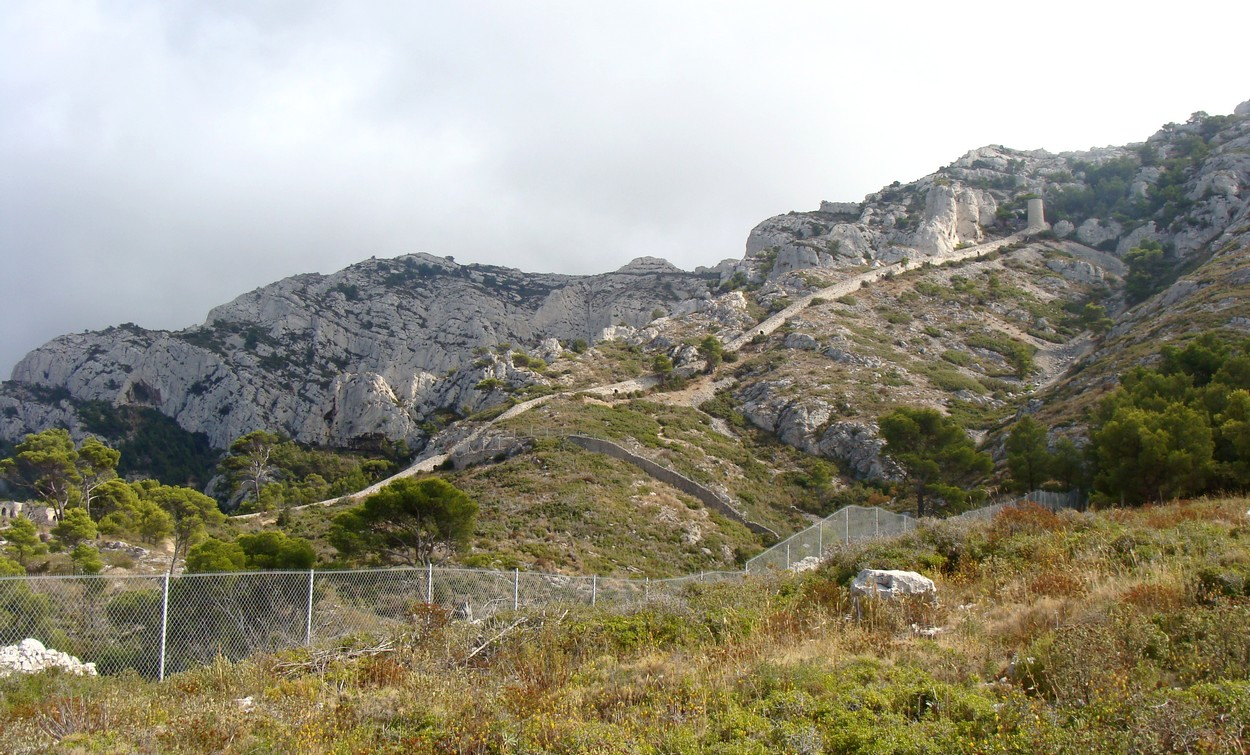
La cheminée rampante de l'usine Legré-Mante.

Au XIXe siècle, de nombreuses industries étaient établies à Montredon, quartier excentré de la ville de Marseille : verrerie, marbrerie, usine à plomb (l'Escalette), usine d'acide tartrique (Legré-Mante), alimentées en eau par le canal de Marseille, et qui ont laissé des friches industrielles et des pollutions encore présentes au sol et dans les cheminées rampantes qui dominent le quartier.